# Marcillé
Marcillé é uma comuna francesa na região administrativa da Nova Aquitânia, no departamento de Deux-Sèvres. Estende-se por uma área de 18.22 km². Em 2010 a comuna tinha 782 habitantes (densidade: 42,9 hab./km²).
Foi criada em 1 de janeiro de 2019, a partir da fusão das antigas comunas de Saint-Génard (sede da comuna) e Pouffonds.